# تشارلز-هنري تريمبلي
تشارلز-هنري تريمبلي هو سياسي كندي، ولد في مارس 1919 في ساغينيه في كندا، وتوفي في 1982 في مونتريال في كندا. نشط حزبياً في الحزب الكيبيكي. وقد انتخب عضو الجمعية الوطنية في كيبك ‏.